# Sucker Free
Sucker Free é um programa da MTV2 que mostra videoclipes de hip hop. Está em exibição nas segundas, quintas e domingos.